# Słowacja na Zimowej Uniwersjadzie 2009
Słowację na Zimowej Uniwersjadzie w Harbinie reprezentowało 56 zawodników .

## Kadra

### Hokej na lodzie
- Marcel Baláž, Vladimír Ďubek, Michal Grega, Matej Hančiak, Libor Káčer, Juraj Kadlubiak, Radoslav Kolník, Denis Legerský, Filip Macejka, Marek Mašlonka, Marian Molnár, Ridvan Sadiki, Ladislav Sikorčin, Lukáš Škrečko, Martin Slovak, Michal Stieranka, Václav Stupka, Martin Šurek, Radovan Trefný, Tomáš Volek, Maroš Žemba - turniej mężczyzn

Mecze grupowe
| Japonia  | : | Słowacja          |
| Słowacja | : | Korea Południowa  |
| Słowacja | : | Stany Zjednoczone |
| Rosja    | : | Słowacja          |

- Nikoleta Celarová, Janka Čulíková, Monika Dadová, Petra Danková, Anna Džurňáková, Mária Gajdošová, Nikola Gápová, Petra Jurčová, Jana Kapustová, Iveta Karafiátová, Barbora Kežmarská, Martina Knutová, Monika Kvaková, Michaela Matejová, Petra Országhová, Petra Pravliková, Veronika Sládečková, Jana Štofaníková, Martina Veličková, Katarína Výbošťoková - turniej kobiet

| Słowacja  | : | Chiny           |
| Słowacja  | : | Wielka Brytania |
| Kanada    | : | Słowacja        |
| Japonia   | : | Słowacja        |
| Finlandia | : | Słowacja        |

### Short track
- Renata Karabová
- Miloš Vigaš

### Łyżwiarstwo szybkie
- Renata Karabová

### Narciarstwo alpejskie
- Jaroslav Babušiak
- Petra Gantnerová
- Šimon Štancel

### Biegi narciarskie
- Lucia Klimková
- Daniela Kotschová
- Peter Mlynár
- Alena Procházková
- Peter Žiška

### Snowboard
- Lucia Kupcová

### Biathlon
- Ľubomíra Kalinová
- Miroslav Matiaško

### Narciarstwo dowolne
- Peter Lubellan